# Miljan Vukadinović
Miljan Vukadinović (* 27. prosince 1992 Bělehrad) je srbský profesionální fotbalista, který hraje na pozici křídelníka za kazašský klub Tobol Kostanaj FK.
Mimo Srbsko působil na klubové úrovni v Česku a v Kazachstánu. Jeho starší bratr Vukadin je rovněž fotbalistou.

## Klubová kariéra
V Srbsku hrál na mládežnické úrovni za FK Rad a Hajduk Bělehrad, kde se propracoval i do prvního mužstva. Ve svých osmnácti letech odešel za bratrem do českého klubu FK Spartak MAS Sezimovo Ústí (později FC MAS Táborsko).

### FK Mladá Boleslav
V červenci 2014 přestoupil do FK Mladá Boleslav, klubu koučovaného trenérem Karlem Jarolímem. První soutěžní zápas za Boleslav absolvoval 17. července 2014 ve 2. předkole Evropské ligy UEFA 2014/15 proti bosenskému týmu NK Široki Brijeg (výhra 2:1). V 1. české lize odehrál za Boleslav v ročníku 2014/15 celkem 14 zápasů, branku nevstřelil.

### SK Slavia Praha (hostování)
Před sezonou 2015/16 se připravoval s týmem Bohemians Praha 1905, ale nakonec zamířil na roční hostování s opcí do SK Slavia Praha, kde v předešlém ročníku hostoval z FK Jablonec jeho bratr Vukadin.